# Lago de Eğirdir

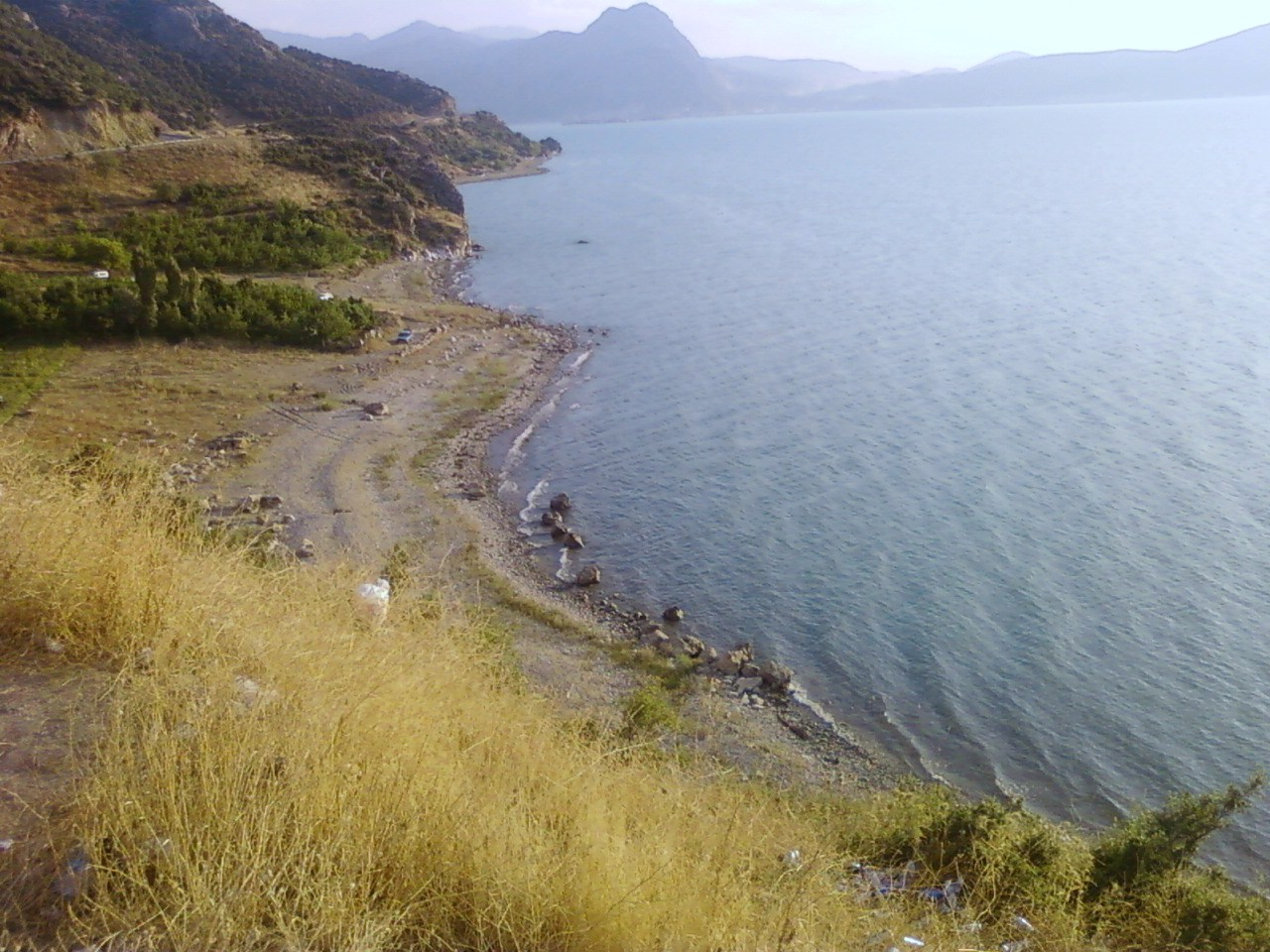
Vista de la ribera del lago

El lago de Eğirdir (en turco: Eğirdir Gölü, antiguamente Eğridir) es un lago de Turquía que debe su nombre a la homónima ciudad situada a sus orillas, Eğirdir. Su superficie es de 482 km² y se encuentra a 186 kilómetros al norte de Antalya. Es el cuarto mayor lago (el segundo mayor de agua dulce) de Turquía.

## Toponimia
Antiguamente la ciudad y el lago fueron llamados Eğridir, que es como se pronuncia en turco el nombre en griego antiguo, Akrotiri. Desafortunadamente Eğridir tiene un significado en turco con connotaciones negativas, por lo que durante los años 80, las letras "i" y "r" del nombre fueron traspuestas para formar un nuevo nombre oficial, formándose así Eğirdir, un nombre que evoca el hilado y las flores, si bien todavía es conocido frecuentemente por su antiguo nombre.  (enlace roto disponible en Internet Archive; véase el historial, la primera versión y la última).

## Historia
El lago Eğirdir debió de existir en la Antigüedad, ya que se han encontrado monedas de la cercana ciudad de Parlaos con barcos en ellas. Sin embargo, no se han encontrado referencias claras al lago en textos antiguos, y se desconoce su nombre antiguo. Se han ubicado varios asentamientos antiguos alrededor del lago. Algunos de ellos se sabe cómo se llamaban durante la Antigüedad: es el caso del propio Eğirdir (históricamente conocido como Akroterion), Parlaos, Malos y Prostanna. Por el contrario, se han excavado ruinas en lugares de la zona como Bedre, Ghaziri y Ertokuş Han, así como en Yeşil Ada, pero se desconoce cómo se llamarían tales yacimientos en época antigua.
En el siglo XIV, Ibn Batutta mencionó la navegación mercante en el lago de Eğirdir (o Akrīdūr, como llamó a la ciudad en árabe).

## Islas
El lago cuenta con dos islas, conectadas a tierra firme por una larga calzada hasta la ciudad de Eğirdir:
- Can Ada (que significa "Isla de la Vida"), la más pequeña.
- Yeşil Ada ("Isla Verde", antiguamente conocida como Nis), que albergaba hasta 1923 a una comunidad griega, que vivía en casas de piedra y madera.